# Gibson L-5
Gibson L-5 je lubová kytara vyráběná firmou Gibson Guitar Corporation. V současné době se stále vyrábí různé variace na původní model.
Poprvé byla představena v roce 1922 v USA. Návrh a samotná výroba byla pod vedením houslového mistra Lloyd Loar. Původně byla nabízena jen jako akustický nástroj, elektrické modely byly k dispozici později. Gibson L-5 byla první kytara s tzv. effy (otvory ve tvaru písmene f). Nejprve byla vyráběna o rozměrech těla 16". Na konci roku 1934 bylo tělo zvětšeno na 17".
Vyprodukováno několik různých variant včetně Signature a Studio modelů. Elektrickým nástupcem byl model nazvaný ES-5, který spatřil světlo světa roku 1949, aby byl později nahrazen další upravenou verzí Gibson ES-5 Switchmaster. V roce 1951 vznikl model L-5CES, který byl elektrickou kopií L-5. Byl osazen snímači Gibson P-90. V roce 1970 Gibson nechal vzniknout modelu s označením L-5S. Lišila se od L-5CES tím, že měla masivní tělo.

## Umělci
Umělci, kteří hráli na tento model kytary:
- Wes Montgomery
- Eric Clapton
- Elvis Presley
- Django Reinhardt
- Lee Ritenour
- John Mayer
- Scotty Moore
- Tuck Andress
- Patti duo
- Pat Martino
- Jan Akkerman
- Eddie Lang
- Maybelle Carter
- Norman Brown (kytarista)